# Recensement de la Grèce de 1971
Le recensement de la population de 1971 (en grec moderne : Ελληνική απογραφή του 1971), est le vingt-sixième recensement officiel de la Grèce, réalisé le 14 mars 1971. La population totale s’élève à 8 768 372 habitants, soit une augmentation de 379 819 personnes par rapport au précédent qui remonte à 1961. Il s'agit du premier recensement dans lequel la population urbaine dépasse la population rurale. En particulier, 53,2% de la population réside dans les zones urbaines, tandis que 11,6% et 35,2% sont les proportions de la population semi-urbaine et rurale respectivement. La densité de population est de 66,4 habitants par kilomètre carré.

## Population par zone géographique
La région de la capitale, l'Attique, le reste de la Grèce-Centrale et l'Eubée (en raison du reste de l'Attique) et la Macédoine (en raison de Thessalonique) sont les seules régions où il n'y a pas de diminution par rapport au recensement précédent. La région de la capitale affiche une augmentation de 687 535 personnes, le reste de la Grèce-Centrale 21 058 et la Macédoine seulement 30 personnes.
| Ordre | Région                  | Population | Rapport | Densité       |
| ----- | ----------------------- | ---------- | ------- | ------------- |
| 1     | Attique                 | 2 540 241  | 28,97%  | 5,935 hab/km² |
| 2     | Grèce-Centrale et Eubée | 992 007    | 11,31%  | 40 hab/km²    |
| 3     | Péloponnèse             | 986 912    | 11,26%  | 51,14 hab/km² |
| 4     | Îles Ioniennes          | 184 443    | 2,10%   | 80 hab/km²    |
| 5     | Épire                   | 310 334    | 3,54%   | 34 hab/km²    |
| 6     | Thessalie               | 659 913    | 7,53%   | 47 hab/km²    |
| 7     | Macédoine               | 1 890 684  | 22,56%  | 55 hab/km²    |
| 8     | Thrace                  | 329 582    | 3,76%   | 38 hab/km²    |
| 9     | Îles Égéennes           | 417 813    | 4,76%   | 46 hab/km²    |
| 10    | Crète                   | 456 642    | 5,21%   | 55 hab/km²    |